# Last Friday Night (T.G.I.F.)
"Last Friday Night (T.G.I.F.)" (tạm dịch: "Đêm thứ sáu tuần trước") là bài hát của nữ ca sĩ người Mỹ Katy Perry. Bài hát do Perry, Dr. Luke, Max Martin và Bonnie McKee sáng tác, sản xuất bởi Dr. Luke và Max Martin. Nó đã được phát hành làm đĩa đơn thứ năm từ album phòng thu thứ ba của Katy Perry, Teenage Dream. Cũng như những đĩa đơn trước đó từ Teenage Dream, ca khúc đạt vị trí số 1 của bảng Hot 100, Hot Digital Songs, Pop Songs, Radio Songs và Hot Dance Club của Billboard. Một bản remix chính thức của Missy Elliott đã được phát hành trên các đài radio Mỹ và website bán nhạc số ngày 8 tháng 6 năm 2011. Ca khúc trở thành đĩa đơn quán quân thứ sáu của Perry trên Billboard Hot 100 và đĩa đơn quán quân thứ 5 liên tiếp. Với thành tích này, Perry trở thành nữ nghệ sĩ đầu tiên trong lịch sử 53 năm của Billboard có 5 đĩa đơn từ cùng một album đều đạt vị trí quán quân Hot 100, ngang bằng với thành tích Michael Jackson đạt được 23 năm trước.

## Bìa đĩa
Bìa chính thức cho "Last Friday Night (T.G.I.F.)" sử dụng các cảnh từ video âm nhạc, với hình ảnh của Katy Perry trước và sau khi trang điểm. Chính Perry đã tiết lộ bìa chính thức của "Last Friday Night (T.G.I.F.) Remixes!" trên Facebook của cô.

## Danh sách bài hát
- CD đĩa đơn quảng bá[7]

1. "Last Friday Night (T.G.I.F.)" (Album Version) – 3:52
2. "Last Friday Night (T.G.I.F.)" (Instrumental) – 3:48

- CD đĩa đơn quảng bá – remixes[7]

1. "Last Friday Night (T.G.I.F.)" (Sidney Samson Dub) – 6:04
2. "Last Friday Night (T.G.I.F.)" (Sidney Samson Club Mix) – 6:19
3. "Last Friday Night (T.G.I.F.)" (Sidney Samson Extended Edit) – 4:12

- Nhạc số tải về - đĩa đơn remix[3]

1. "Last Friday Night (T.G.I.F.)" (hợp tác cùng Missy Elliott) – 3:58

## Đội ngũ
- Katy Perry – sáng tác và hát
- Dr. Luke – sáng tác, sản xuất, trống, keyboards, programming
- Max Martin – sáng tác, sản xuất, trống, keyboards, programming
- Bonnie McKee – sáng tác
- Emily Wright – engineer
- Sam Holland – engineer
- Tucker Bodine – assistant engineer
- Tatiana Gottwald – assistant engineer
- Serban Ghenea – mixing
- Jon Hanes – mix engineer
- Tim Roberts – assistant mix engineer
- Lenny Pickett – saxophone

Danh sách thực hiện này được lấy từ ghi chú album Teenage Dream.

## Bảng xếp hạng và chứng nhận doanh số
| Bảng xếp hạng (2011)                    | Vị trí cao nhất |
| --------------------------------------- | --------------- |
| Anh Quốc (OCC)                          | 9               |
| Áo (Ö3 Austria Top 40)                  | 7               |
| Ba Lan (Airplay Chart)                  | 5               |
| Ba Lan (Top 5 Video Airplay)            | 1               |
| Bỉ (Ultratop 50 Flanders)               | 22              |
| Bỉ (Ultratop 50 Wallonia)               | 25              |
| Brasil (Billboard Brasil Hot 100)       | 15              |
| Canada (Canadian Hot 100)               | 1               |
| Cộng hòa Séc (Rádio Top 100)            | 1               |
| Đan Mạch (Tracklisten)                  | 34              |
| Pháp (SNEP)                             | 22              |
| Hungary (Rádiós Top 40)                 | 5               |
| Ireland (IRMA)                          | 2               |
| Ý (FIMI)                                | 9               |
| Lebanon (Lebanese Top 20)               | 3               |
| Luxembourg (Billboard)                  | 9               |
| Hà Lan (Dutch Top 40)                   | 7               |
| New Zealand (Recorded Music NZ)         | 4               |
| Rumani (Romanian Top 100)               | 56              |
| Scotland (OCC)                          | 7               |
| Slovakia (Rádio Top 100)                | 1               |
| Hàn Quốc (GAON) (International Chart)   | 7               |
| Tây Ban Nha (PROMUSICAE)                | 38              |
| Thụy Điển (Sverigetopplistan)           | 33              |
| Thụy Sĩ (Schweizer Hitparade)           | 20              |
| Hoa Kỳ Billboard Hot 100                | 1               |
| Hoa Kỳ Adult Contemporary (Billboard)   | 17              |
| Hoa Kỳ Adult Pop Songs (Billboard)      | 1               |
| Hoa Kỳ Hot Dance Club Songs (Billboard) | 1               |
| Hoa Kỳ Latin Songs (Billboard)          | 23              |
| Hoa Kỳ Pop Songs (Billboard)            | 1               |
| Úc (ARIA)                               | 5               |
| Venezuela (Record Report) Pop/Rock      | 1               |

| Quốc gia                                                                           | Chứng nhận  | Số đơn vị/doanh số chứng nhận |
| ---------------------------------------------------------------------------------- | ----------- | ----------------------------- |
| Úc (ARIA)                                                                          | 4× Bạch kim | 280.000^                      |
| Canada (Music Canada)                                                              | 4× Bạch kim | 320,000^                      |
| Đan Mạch (IFPI Đan Mạch)                                                           | Vàng        | 0^                            |
| Ý (FIMI)                                                                           | Bạch kim    | 30.000*                       |
| New Zealand (RMNZ)                                                                 | Bạch kim    | 15.000*                       |
| Anh Quốc (BPI)                                                                     | Vàng        | 400.000^                      |
| Hoa Kỳ (RIAA)                                                                      | 4× Bạch kim | 4.000.000^                    |
| * Chứng nhận dựa theo doanh số tiêu thụ. ^ Chứng nhận dựa theo doanh số nhập hàng. |             |                               |

| Bảng xếp hạng (2011)                    | Vị trí |
| --------------------------------------- | ------ |
| Anh quốc (Official Charts Company)      | 45     |
| Bỉ (Ultratop 50 Flanders)               | 86     |
| Canada (Canadian Hot 100)               | 12     |
| Đức (Media Control AG)                  | 88     |
| Hà Lan (Dutch Top 40)                   | 34     |
| Hungary (Rádiós Top 40)                 | 45     |
| Hoa Kỳ Billboard Hot 100                | 14     |
| Hoa Kỳ Pop Songs (Billboard)            | 4      |
| Hoa Kỳ Adult Pop Songs (Billboard)      | 11     |
| Hoa Kỳ Hot Dance Club Songs (Billboard) | 6      |
| New Zealand (RIANZ)                     | 24     |
| Úc (ARIA)                               | 31     |

## Lịch sử phát hành đĩa và radio
| Quốc gia | Ngày                | Dạng đĩa               | Hãng đĩa        |
| -------- | ------------------- | ---------------------- | --------------- |
| Hoa Kỳ   | 6 tháng 6 năm 2011  | Mainstream/Rhythmic    | Capitol Records |
| Hoa Kỳ   | 27 tháng 6 năm 2011 | Hot/Modern/AC          | Capitol Records |
| Hoa Kỳ   | 8 tháng 8 năm 2011  | Nhạc số tải về — remix | Capitol Records |